# Schwedische Eishockeymeisterschaft 1936
Die Saison 1936 war die 15. Austragung der schwedischen Eishockeymeisterschaft. Meister wurde zum insgesamt dritten Mal in der Vereinsgeschichte Hammarby IF.

## Meisterschaft

### Erste Runde
- IK Göta – IK Sture 2:1
- Södertälje SK – IFK Mariefred 1:1/4:0
- IK Hermes – Djurgårdshofs IF 9:0
- Södertälje IF – UoIF Matteuspojkarna 3:1

### Viertelfinale
- AIK Solna – Tranebergs IF 4:0
- IK Göta – Södertälje SK 4:1
- Hammarby IF – Karlbergs BK 4:0
- IK Hermes – Södertälje IF 4:1

### Halbfinale
- AIK Solna – IK Göta 3:1
- Hammarby IF – IK Hermes 4:1

### Finale
- AIK Solna – Hammarby IF 1:1 n. V./1:5